# Kenichi
Kenichi (史上最強の弟子ケンイチ?, Shijō saikyō no deshi Ken'ichi, lett. "Kenichi, il discepolo più forte della storia") è un manga shōnen scritto e disegnato da Syun Matsuena. In Giappone è serializzato sulla rivista Weekly Shōnen Sunday, dal 9 agosto 2002 al 17 settembre 2014, per un totale di sessantuno volumi.
Ne è anche stata tratta un serie televisiva anime, prodotta dalla TMS Entertainment e trasmessa su TV Tokyo dal 7 ottobre 2006 al 29 settembre 2007. Sul numero 47 dello Shōnen Sunday dell'ottobre 2011 è stato annunciato che dal 2012 sarebbero stati prodotti una serie di OAV tratti da queste serie a cura dello studio Brain's Base. In tutto sono usciti dal marzo 2012 a maggio 2014, undici OAV.
Questo manga è la rivisitazione di Combatti! Ryōzanpaku, la storia del discepolo più forte (戦え!梁山泊 史上最強の弟子?, Tatakae! Ryōzanpaku shijō saikyō no deshi) che è stato serializzato sul magazine Shōnen Sunday Super tra il 2000 ed il 2002 e di cui sono stati prodotti 5 volumi tankōbon.

## Trama
La storia parla di Kenichi Shirahama, di 15 anni, la cui vita viene capovolta dall'arrivo nella sua scuola della semplice ma bella e forte studentessa Miu Fūrinji. Dopo che Kenichi prova le qualità di Miu nelle arti marziali, decide di unirsi al dojo Ryōzanpaku, un posto per sole persone veramente dotate, che si scopre poi essere anche la casa di Miu. Dopo aver poi battuto uno studente in un incontro, Kenichi viene preso di mira da tutti i delinquenti della scuola. Da allora, la vita di Kenichi si divide tra gli allenamenti con i sei maestri del Ryōzanpaku, e gli scontri con i membri del Ragnarok, un gruppo che vede Kenichi come un possibile alleato, ma anche come un pericolo ai loro piani. Dopo la sconfitta di Ryuto, leader del Ragnarok, un altro nemico estremamente temibile si oppone al Ryōzanpaku ed a Kenichi, lo Yomi, che con i suoi maestri ed allievi li attacca ripetutamente.

## Personaggi

Kenichi e Miu

Ken'ichi Shirahama (白浜 兼一?, Shirahama Ken'ichi)
Doppiato da: Tomokazu Seki
Kenichi è uno studente del primo anno del liceo. Etichettato inizialmente come un debole dal resto della scuola, decide di diventare forte per poter proteggere Miu, la ragazza di cui è innamorato, e gli altri. Si unisce così al dojo Ryōzanpaku sottoponendosi ad estenuanti allenamenti che ben presto lo faranno diventare un combattente estremamente forte.
Miu Fūrinji (風林寺 美羽?, Fūrinji Miu)
Doppiata da: Tomoko Kawakami, Rie Kugimiya (OAV)
Miu è una studentessa del primo anno di liceo, nella stessa classe di Kenichi. Si è trasferita dall'Accademia Shōchiki, una prestigiosa scuola lì vicino. In seguito si viene a scoprire che è la nipote di Hayato Furiniji, "l'invincibile superuomo" da cui è stata allenata durante i suoi viaggi. La ragazza nasconde comunque un passato triste ed oscuro e piano piano si affeziona a Kenichi diventando gelosa delle ragazze, che come Ma Renka, gli si avvicinano.

## Terminologia
- Dō (動, Ira)

Un esperto di arti marziali Dō fa affidamento sulla rabbia per oltrepassare i propri limiti. Secondo il manga Apachai, Sakaki e Miu sono tutti combattenti di questo tipo. Gli esperti di arti marziali Dō sono più inclini a cadere e seguire la via dell'Asura in quanto combattono utilizzando la propria rabbia controllandosi a fatica. Comunque sia Apachai, Sakaki e Miu essendo gentili di natura riescono ancora a seguire la via del Katsujin-ken. Il ki di questi lottatori esplode dall'interno del corpo con violenza e riescono a percepire le mosse degli avversari eccitando il proprio spirito.
- Sei (静, Silenzio)

Un esperto di arti marziali Sei nasconde il proprio desiderio di combattere per poi rilasciarlo in modo istantaneo. Secondo il manga questi combattenti nei loro scontri non utilizzano la forza e la rabbia, bensì l'abilità e la forza di volontà. Questa caratteristica è propria di Shigure, Kensei, Akisame, Hayato e Kenichi. Un esperto Sei deve inoltre fare affidamento sulla calma interiore e lucidità di mente. Il ki di questi combattenti converge verso l'interno del corpo dall'esterno e riescono a percepire le azioni dell'avversario calmando il proprio animo.
- La via dell'Asura

È il principio di chi combatte utilizzando tutta la propria forza per eliminare l'avversario perseguendo le arti marziali a scopo omicida, ad esempio Isshinsai Ogata, che vi è finito uccidendo una persona durante un combattimento. Miu, durante lo scontro con Shou Kanou, ha rischiato di cadere sulla via dell'Asura vedendo i propri amici feriti e cercando di eliminare il proprio avversario, ma è stata fermata da Kenichi . Una volta finiti sulla Via dell'Asura, non si può tornare indietro.
- Via del Demonio

Il Gendou (appunto la Via del Demonio) è il livello estremo della Via dell'Asura. Arrivato a questo stato, estremamente raro, il lottatore perde ogni freno arrivando vicino alla pazzia a causa della sua sete di sangue sempre più incontenibile. A questo livello si trova la capacità di esprimere il massimo intento omicida, ma seppur il lottatore abbia una grandissima forza diventa una bestia assassina la cui unica aspirazione è la distruzione. L'unico lottatore finora entrato nel Gendou è Silcardo Jenazard, che è arrivato a cercare di uccidere il proprio discepolo per capriccio e a fare stragi su stragi di giovani combattenti per appagare la propria sete di morte, al punto che Mikumo è stata costretta a metterlo contro Akira Hongou per farlo uccidere.
- Satsujin-ken

Letteralmente il "pugno che uccide". Il principio di chi crede che le arti marziali siano state create unicamente con lo scopo di uccidere e distruggere. Yami ha fatto suo questo concetto e cerca di dimostrare la superiorità di questa forma di combattimento sconfiggendo il Ryōzanpaku che rappresenta il Katsujin-ken.
- Katsujin-ken

Letteralmente il "pugno che salva". Il principio di chi crede che le arti marziali siano state create per difendere ed aiutare le altre persone. Anche senza le risorse di uomini e mezzi che ha lo Yami, i maestri del Ryōzanpaku portano avanti questo principio.
- Ki no Hatsudou

Il Ki no Hatsudou (evocatore di ki) è la capacità di evocare il ki per usarlo negli attacchi. Distingue i combattenti dotati di una certa preparazione e gli allievi di livello inferiore.
- Ki no Kaihou

Il Ki no Kaihou (rilascio di Ki) è la capacità di rilasciare il ki, farlo scorrere negli appositi canali del corpo intrecciandolo continuativamente e usarlo per potenziare gli attacchi. In questa fase si apre il sistema circolatorio del ki e si raggiunge una migliore percezione di esso. Inoltre si sblocca il proprio ki Sei o Dou. Contraddistingue gli allievi di un buon livello.
- Ki no Shouka

Il Ki no Shouka (manipolazione di Ki) è la capacità di manipolare il ki. Ciò permette di utilizzare la propria forza vitale per potenziare le tecniche, aumentare a dismisura le capacità fisiche e sfruttare al massimo l'intento omicida, arrivando al livello di sconfiggere gli avversari solo tramite l'aura. Distingue i maestri e in base al livello di controllo di questa abilità essi possono essere più o meno potenti.
- Taisabaki

I Taisabaki sono stili di arti marziali non definiti, sviluppati da particolari clan guerrieri, come Kuremisago e Furinji. Sono caratterizzati da movenze particolari, prevalenza di mosse di una certa tipologia o particolare uso di una specifica abilità fisica. Di norma per utilizzarne uno è necessario possedere caratteristiche fisiche superiori alla norma, acquisibili con l'allenamento o posseduti per talento.
- Intento omicida

L'intento omicida è la sete di sangue di una persona espressa attraverso l'aura. Gli animali nascono con la capacità di emetterlo e percepirlo, ma gli esseri umani hanno dimenticato questa capacità, che può tuttavia essere riappresa con l'allenamento. L'intento omicida può essere usato per paralizzare, far fuggire o addirittura far perdere i sensi all'avversario. A seconda che un lottatore sia di tipo Sei o Dou l'intento omicida cambia: i tipi Dou sono molto più portati a emettere intento omicida, ma se non riescono a controllarlo finiscono per cadere sulla via dell'Asura; i tipi Sei invece sono meno portati ma sono più capaci di controllarlo perché lo usano in stato di maggiore lucidità. Essendo strettamente legata al Ki, la capacità di esprimere l'intento omicida aumenta con l'allenamento e la forza del lottatore: maestri del calibro del Ryōzanpaku sono in grado di sconfiggere un avversario solo tramite esso.
- Ougi

Ougi è il termine generico per i colpi finali dei maestri, i quali a volte li tramandano ai discepoli. Un esempio di questo tipo di mosse possono essere Kyousa di Ma Sougetsu, Fudou Sajin Baku di Sakaki o Seidou Gouitsu di Ogata Isshinsai.
- Kamae

Termine usato nelle arti marziali per indicare una posa particolare, che può essere di guardia, di partenza, di difesa ecc. Ogni arte marziale ne ha diverse. In Giappone una Kamae particolare è il Seiza
- Battaglia di scie

Durante uno scontro tra combattenti di pari potenza, gli avversari non sanno dove arriverà il prossimo attacco e formano delle traiettorie mentali dei possibili colpi, come durante una partita a scacchi. È più evidente in uno scontro tra combattenti Sei, ma anche i tipo Dou sono in grado di percepire i possibili attacchi. Renka e Miu possono vedere le scie perché abituate sin da bambine, mentre Kenichi ne è in grado solo attivando il Ryusuui Seikūken.
- Sutemi

Si tratta di attacchi (tipici del Satsujin-ken) in cui per mettere a segno un colpo si rischia la propria vita.
- Wai Kru

Danza rituale di guerra dei guerrieri di Muay Thai offerta alle divinità e all'avversario in cui si aumenta l'esaltazione dei combattenti e si studia il nemico. Solitamente se durante essa le capacità dei combattenti risultano uguali la lotta viene sospesa.

## Manga
In Giappone un nuovo capitolo del manga, lungo dalle 18 alle 30 pagine, veniva pubblicato ogni mercoledì sulla rivista settimanale Weekly Shōnen Sunday, salvo eventi di particolare interesse nazionale che potevano interrompere la normale pubblicazione della rivista. Ogni due mesi i capitoli venivano raccolti a gruppi che variavano da 7 a 10, venendo stampati su carta di alta qualità e pubblicati in un tankōbon da collezione. In Italia il manga è stato annunciato dalla Panini Comics il 3 novembre 2013 al Lucca Comics & Games. In Giappone sono stati pubblicati 61 volumi per un totale di 583 capitoli.

## Anime
L'adattamento animato di Shijō Saikyō no Deshi Kenichi è stato effettuato dallo studio TMS Entertainment ed è stato trasmesso la prima volta il 7 ottobre 2006 . È composto in totale da 50 episodi, che coprono i primi 143 capitoli del manga (16 volumi) e quindi unicamente la storia del confronto contro i membri dei Ragnarok.

### Musiche
| Sigle di apertura (Opening) | Sigle di apertura (Opening) | Sigle di apertura (Opening)       | Sigle di apertura (Opening) | Sigle di apertura (Opening) |
| #                           | Titolo                      | Traslitterazione/Traduzione       | Artista                     | Episodi                     |
| --------------------------- | --------------------------- | --------------------------------- | --------------------------- | --------------------------- |
| 1                           | Be Strong                   | (n/a)                             | Kana Yazumi                 | 1-25                        |
| 2                           | ヤッホー                    | Yahhō                             | Diva x Diva                 | 26-50                       |
| Sigle di chiusura (Ending)  |                             |                                   |                             |                             |
| #                           | Titolo                      | Traslitterazione/Traduzione       | Artista                     | Episodi                     |
| 1                           | 君がいるから                | Kimi ga iru kara/Perché ci sei tu | Issei Eguchi                | 1-15                        |
| 2                           | Catch Your Dream☆           | (n/a)                             | Koike Joanna                | 16-25                       |
| 3                           | Run Over                    | (n/a)                             | Koike Joanna                | 26-45                       |
| 4                           | Kokoro kara no message      | Messaggio dal cuore               | Sakura                      | 46-49                       |
| 5                           | Be Strong                   | (n/a)                             | Kana Yazumi                 | 50                          |

## Videogioco
Il 15 marzo 2007 la Capcom ha realizzato il primo videogioco ispirato a questa serie dal titolo Shijō daikyō no deshi Ken'ichi: Gekitō! Ragnarok hachikengō per la console PlayStation 2. Attualmente è disponibile solo per il mercato giapponese. Nel videogioco sono presenti una "Versus Battle Mode" per uno scontro singolo, una "Story Mode" in cui si può scegliere un personaggio e seguirlo lungo tutti i suoi incontri ed una "Practice Mode" in cui apprendere le mosse basilari, i personaggi presenti sono 14 alcuni di essi però sono da sbloccare.
- Personaggi presenti:

1. Shirahama Ken'ichi
2. Fūrinji Miu
3. Ukita Kōzō
4. Takeda Ikki
5. Nanjō Kisara
6. Thor
7. Eremita
8. Sigfrido
9. Loki
10. Freya
11. Berserker
12. Odin
13. Numero 20
14. Niijima Haruo

## Differenze tra manga ed anime
- Nel manga Kenichi inizia ad allenarsi al Ryōzanpaku solo dopo aver sconfitto Daimonji. La mappa che Miu gli aveva consegnato era così strana che solo con l'aiuto di Honoka è riuscito a decifrarla.
- Nell'anime Miu da conferma a Kenichi di non aver baciato Tanimoto durante la recita scolastica mentre nel manga questa parte è omessa.
- Nel manga, prima del confronto con l'Eremita, Kenichi viene portato da Akisame ad allenarsi in montagna per apprendere le basi di strategia. Alla fine di questa vicenda Kenichi dimostra che il duro lavoro può superare anche la migliore pianificazione. Nell'anime questi eventi non sono presenti.
- Dopo il secondo scontro con l'Eremita, Kenichi e Sakaki, sfidano un altro dojo dove un membro dell'alleanza Shinpaku stava apprendendo una versione violenta ed anti-sportiva delle arti marziali (per esempio accecare l'avversario o colpirlo con una sedia).
- Dopo aver sconfitto Thor, il capitolo successivo del manga vede Kenichi annoiato dagli allenamenti in quanto si crede già molto forte. I suoi maestri gli provano il contrario ed Apachai lo fa volare contro il muro del dojo ferendolo gravemente. L'Anziano Saggio gli fa notare che comunque è cresciuto perché è stato in grado di sopravvivere dopo un calcio del genere.
- Dopo che Kisara ha abbandonato il Ragnarok, i 5 capitoli successivi vedono Hayato raccontare del suo primo incontro con Apachai e di come questi lo seguì al Ryōzanpaku. Queste vicende, che nell'anime non sono raccontate, sono immediatamente seguite dal piano "H" di Nījima che avrebbe fatto unire l'Eremita all'alleanza Shinpaku. Nel manga Kenichi ha partecipato all'azione mentre nell'anime questi eventi sono stati collocati dopo la sua partenza per il ritiro con l'Anziano Saggio nella Valle Oscura.
- Nel manga il padre di Kenichi va a trovarlo al Ryōzanpaku e dopo aver visto gli allenamenti a cui viene sottoposto cerca di riportarlo a casa. Con lui porta il suo nuovo fucile dal nome Rotowski che ha acquistato senza dirlo alla moglie.
- Nel manga la famiglia 馬 (Kensei, Sōgetsu, Renka, ecc.) pronunciano il loro cognome come ば (Ba) mentre nell'anime, ed in alcune traduzioni, è stato cambiato nella pronuncia cinese ま (Ma).
- Nel manga la sorella di Tanimoto, Kaede, ha i capelli neri mentre nell'anime li ha biondi.
- Il sangue presente in alcune scene nel manga è stato significativamente ridotto o addirittura rimosso nella versione animata.
- L'anime termina prima dello scontro con lo Yomi la cui esistenza è omessa. Attualmente non ci sono notizie se verrà realizzato un seguito che copra i restanti capitoli.
- Nell'anime comunque Kensei dice che "l'oscurità" ha iniziato a muoversi. La traduzione della parola "oscurità" in giapponese è Yami (闇), il gruppo di maestri a capo dello Yomi. Questo lascia aperto un possibile sequel ai primi 50 episodi.
- L'episodio 23 dell'anime non è tratto da nessun capitolo di Shijō saikyō no deshi Ken'ichi bensì dal capitolo 19 di Tatakae! Ryōzanpaku Shijō Saikyō no Deshi l'opera che l'ha preceduto.

## Differenze conTatakae! Ryōzanpaku shijō saikyō no deshi
La storia narrata nei 5 volumi che hanno preceduto l'opera attuale è molto simile ma si differenzia nei seguenti punti:
- Shigure non è mai distintamente mostrata perché viene raccontato che due maestri sono in viaggio (una delle silhouette che intravedono sembra comunque quella di Shigure). Akisame ha 28 anni al posto di 38 anche se il suo aspetto è quasi identico.
- Kenichi e Miu non frequentano la stessa scuola superiore.
- L'aspetto di Ma Sougetsu e Ikki Takeda è completamente differente. In più Takeda è chiamato Takenouchi (竹ノ内?) probabilmente come parodia di Ippo Makunouchi personaggio di Hajime no Ippo ed è il capitano del club di boxe.
- Natsu Tanimoto è chiamato Natsu Sugimoto (杉本 夏).
- Il gruppo che affronta Kenichi si chiama Snake (スネイク) ed ha come capi tre sole persone: Shōgo Furukawa (吉川 将吾) (Numero uno), Natsu Sugimoto/Eremita (Numero due) e Kisara Nanjō (Numero tre). Tutti e tre appaiono anche in Shijō saikyō no deshi Ken'ichi ma Furukawa con il soprannome di Berserker. Il Ragnarok è solo un gruppo rivale dello Snake.
- L'Eremita originale è identico al nuovo Takeda (vi sono solo alcune differenze nei capelli).
- Anche i maestri del Ryōzanpaku sono diversi. Shio Sakaki è molto meno muscoloso e decisamente più magro. Apachai Hopachai ha gli stessi abiti ma una capigliatura simile a quella di Guile di Street Fighter. Shigure Kosaka ha un abito ninja molto più classico. L'Anziano Saggio è molto più accondiscendente. Ma Kensei ha lo stesso abito senza il simbolo dello ying yang sulle spalle e nessuna scritta sul cappello. Akisame Koetsuji ha i capelli più corti.
- Ma Kensei e Ma Sogetsu sono fratelli adottati e non di sangue.
- Kenichi non menziona mai la sua politica di non voler colpire le donne.
- Non fu Ogata a salvare Natsu quando era piccolo ma Ma Sogetsu.
- Il signore che adottò Natsu e sua sorella Kaede non è uno spietato uomo d'affari ma un anziano signore.
- Kenichi dopo aver sconfitto Shōgo Furukawa (吉川 将吾) diventa, suo malgrado, il capo dello Snake e nuovo Numero Uno.
- Shōgo Furukawa e Kisara diventano i nuovi discepoli del Ryōzanpaku ed allievi di Kenichi.
- Al posto di Christopher Eclair, Sakaki, affronta Mycroft. Durante lo scontro fa comunque riferimento al fatto di averli seppelliti entrambi nel deserto.